# 2021년 키르기스스탄-타지키스탄 국경 분쟁
2021년 키르기스스탄-타지키스탄 국경 분쟁은 2021년 4월 28일부터 5월 1일까지 3일간 키르기스스탄-타지키스탄 국경에서 일어난 키르기스스탄과 타지키스탄 간의 무력 충돌이다. 이번 분쟁은 쾨크타시(Kök-Tash) 마을 인근에 있는 수원지를 둘러싼 오래된 분쟁에서 비롯되었다. 타지키스탄 언론은 분쟁에 앞서 바켄에서 진행된 군사 훈련에 매우 큰 우려를 표했다.

## 전개

### 4월
4월 28일 키르기스스탄군과 타지키스탄군이 양국 국경의 쾨크타시와 초르쿠흐 사이 지역에서 무력 충돌이 발생해 4명이 사망하고 수 명이 부상을 입었다. 양 측은 충돌 초기에는 주먹다짐이나 돌멩이 투척 등으로 싸웠으나 빠르게 총격으로 확대되면서 중화기 사용 보고도 들려왔다. 키르기스스탄 측은 타지키스탄이 저수지 장악을 휘새 박격포와 기관총을 사용했다고 주장했으며, 타지키스탄 측은 키르기스스탄군이 먼저 도발했다고 주장했다.
다음날 무력 분쟁이 이어져 키르기스스탄의 코크테렉 마을과 밧켄현, 레이레크현에 있는 여러 마을에서 무장 충돌 사건이 발생해 양측에서 최소 41명이 사망하고 1만명 이상이 긴급 대피하였다. 같은 날 키르기스스탄 외무부 장관과 타지키스탄 외무부 장관이 국경 지역의 휴전에 합의했다. 양국 군사는 이날 오후 8시부터 전면 휴전과 함께 주둔지로 군대를 복귀시키기로 결정했다. 이날까지 이틀간 키르기스스탄 보건부는 교전으로 키르기스스탄 주민 31명이 사망하고 154명이 부상을 입었으며, 이와 별도로 국경수비대 소속 군인 3명이 사망하고 22명이 부상을 입었다고 발표했다. 타지키스탄 측은 별도로 발표하진 않았으나 타지크 현지 언론에서는 10명이 사망, 90명이 부상을 입었다고 보도했다.
4월 30일에는 타지키스탄 정보국이 발표한 성명에서 휴전 협정 사실을 인정했다. 하지만 이 휴전 협정은 4월 29일 밤부터 두 차례에 걸친 타지크군의 도발로 깨졌다.

### 5월
5월 1일 키르기스스탄의 대통령인 사디르 자파로프는 이틀간 전국적인 애도기간을 선포하는 법령에 서명하면서 타지키스탄이 국경에 병력과 군사장비를 증강하는 중이라고 비난했다. 키르기스스탄 정부는 타지크군이 휴전 협정 지역에서 키르기스스탄 소속 차량에 총격을 가했다고 주장했으며, 반대로 타지키스탄 정부 대변인은 타지키스탄군은 휴전과 철수 협정을 준수중이라고 말했다. 밧켄주의 주지사인 무수르만베크 투르수마토프는 타지크군이 휴전이 발효되었음에도 불구하고 보루흐로 향하는 오시-밧켄-이스파나 도로를 차단했다고 말했다.. 같은 날 양국은 국경에서의 군사 전면 철수를 포함해 소규모 국경 군사 충돌 이후 새 휴전 협정에 다시 합의했다. 양국의 국가안보위원회 위원장이 수 차례 회담을 통해 국경에서의 군사 전면 철수, 완전한 휴전 조항으로 협의했다. 한편 러시아 외교부 장관인 세르게이 라브로프는 양국에게 새 휴전 협정의 준수를 촉구했다.
5월 2일에는 키르기스스탄의 밧켄 지역에서 민간인 33,388명이 국경 인근에서 피난을 갔다. 한편 키르기스스탄 내무부와 타지키스탄 정부는 국경의 상황이 안정적이고 평온하다고 말했다. 그럼에도 밧켄 국경 근처의 한 민가에서 불발된 공대지 로켓 조각이 떨어지는 일이 발생했다.
5월 3일 양국은 국경 지대에서 병력 철수를 완료했다. 타지키스탄의 대통령 에모말리 라흐몬도 초르쿠흐에서 파괴된 모든 주택 건물을 복구하라고 명령했다. 5월 6일에는 키르기스스탄 비상사태부가 밧켄주의 주택 136채와 주요 시설 84개소가 파괴되었다고 보고했다. 5월 10일부터 밧켄 지역에서 대피했던 시민들이 자기 집으로 돌아가기 시작했다. 5월 18일에는 양국 정부 관료가 국경 분쟁 지역의 공동안보통제조약에 합의했다고 발표했다.

### 7월
7월 9일에는 휴전 협정에도 불구하고 타지키스탄과 키르기스스탄 국경방위대간의 충돌로 키르기스군 군인 1명이 사망했다. 키르기스스탄 정부에 따르면 레이레크현에서 타지크군의 기마정찰대가 먼저 발포하기 시작했다고 주장했다.

## 사상자
4일간의 분쟁 기간 키르기스스탄에서는 36명이, 타지키스탄에서는 19명이 사망한 것으로 확인되었다. 또한 키르기스스탄에서만 최소 163명이 부상을 입었다. 전투가 벌어지는 교전지역에서 33,000명 이상이 긴급 대피했다.
키르기스스탄 보건사회개발부는 본 충돌로 군인과 민간인 양측에서 사상자가 발생했다고 발표했다. 또한 사상자의 대부분이 민간인이었다고 분석했다. 민간인 사상자 중 일부는 타지크군의 박격포 사격으로 키르기스스탄 주민이 공포에 집을 탈출하던 도중 발생했다. 키르기스스탄 측 언론 보도에 따르면 사망자 중에는 6학년생 소녀와 그 어머니가 총에 맞아 사망한 경우도 있었다고 밝혔다. 5월 3일에는 키르기스스탄의 사망자수가 '아비딘 투르순바에프'라는 4살 소년이 사망한 것으로 확인되면서 36명으로 늘어났다. 또한 타지키스탄 정부 또한 분쟁으로 사상자가 발생했다는 사실을 인정했다.
5월 4일 국경 분쟁으로 사망한 타지크인의 수가 국경수비대원 8명, OMON(특수경찰) 대원 1명 등 총 19명으로 늘어났다. 5월 5일에는 국경 분쟁 사망자가 총 55명으로 늘어났다.

## 전쟁 범죄
2021년 4월 30일 휴먼 라이츠 워치는 무장한 타지크인이 키르기스스탄의 쾨크테레크의 집 17채를 모두 불태웠으며, 마르카트, 아르카와 기타 2개 마을에서 타지크군이 135채의 집을 불태웠다고 발표했다. 또한 레이레크현에서 제대로 보호받지 못한 민간인들이 박격포격과 포격 피해를 입었으며 키르기스스탄 정부는 국경 분쟁에서 학교가 불에 타기도 했다고 발표했다. 5월 2일에는 키르기스스탄 내무부가 국경에서 발생한 11개 사건에 대한 조사를 지시했다. 5월 3일에는 타지키스탄 검찰총장이 키르기스스탄 군인과 민간인을 상대로 "침략전쟁을 벌인 혐의"로 범죄 수사에 착수했다고 발표했다. 이에 대해 키르기스스탄 검찰총장은 4월 30일 타지키스탄이 평화에 반하는 범죄를 저질렀다고 기소하고 타지키스탄군이 키르기스스탄을 침공하고 주권을 빼앗았다고 비난했다.

## 반응

### 유엔 회원국
- 러시아: 러시아 외교부는 키르기스스탄과 타지키스탄이 또 다른 국경 분쟁이 일어나는 일을 막기 위해 지속적으로 합의를 세워야 한다고 말했다. 또한 양국에게 "동반자 관계와 좋은 이웃 정책의 정신으로 협상을 통해 상황을 정상화하고 이런 분쟁을 예방하기 위한 조치를 취할 수 있는 지속적이고 지속 가능한 합의를 세워야 한다"고 말했다.[41]
- 아프가니스탄: 아프가니스탄의 1TV는 트위터에서 국경 분쟁에 우려를 표하고 대화를 촉구하는 아프가니스탄 외교부의 성명을 공유했다.[42]
- 우즈베키스탄: 러시아의 휴전 협상이 진행되는 가운데 양국간의 합의를 중재할 의향이 있다고 말했다.[43]
- 이란: 이란 외교부의 대변인인 사이드 카티브자데는 이란이 키르기스스탄과 타지키스탄 두 우호적인 형제국간의 싸움을 걱정스럽게 지켜보고 있으며 협상을 위한 자원을 제공하고 있다고 밝혔다.[44]
- 카자흐스탄: 카자흐스탄의 대통령인 카심조마르트 토카예프는 키르기스스탄의 사디르 자파로프 대통령과의 전화 통화에서 분쟁으로 발생한 인명피해와 관련해 애도를 표했다.[45] 또한 양 국에 대해 국경 분쟁의 재발 방지책이 필요하며 "중앙아시아 정상회의 틀 안에서 이런 분쟁 해결을 위한 메커니즘을 개발하는 것이 가능하다"고 말했다.[46]
- 튀르키예: 양국에게 협상을 위한 원조를 제공할 것이라고 발표했다.[47]
- 파키스탄: 휴전을 지지하는 성명을 발표했다.[48][49]

### 초국가 조직
유럽연합(EU)은 4월 30일 체결된 휴전 협정을 환영하면서 폭력사태에 유감을 표하고 친지와 가족을 잃은 사람들에게 애도를 표했다.
튀르크어권 국가 기구(OTS) 사무총장인 바그다드 아메레예프는 "튀르크어권 국가기구는 당사국에게 더 이상 긴장 고조로 이어질 수 있는 행동은 자제하고 상황을 안정시킬 수 있는 공동조치를 취할 것을 촉구한다"며 "양국 정부와 긴밀한 접촉을 지속할 것"이라고 말했다.

### 기타
독일과 영국의 재외 키르기스스탄인은 타지키스탄 대사관 앞에서 시위를 열었다. 또한 미국 샌프란시스코에 거주중인 재외 키르기스스탄인도 '밧켄 연대집회'를 열어 국제기구에게 타지키스탄의 라몬 대통령을 재판에 회부할 것을 요구했다.
대한민국에서도 5월 10일 재외 키르기스스탄인이 주한 타지키스탄 대사관 앞에서 타지키스탄을 규탄하는 시위가 열었다.

## 같이 보기
- 키르기스스탄-타지키스탄 관계
- 2022년 키르기스스탄-타지키스탄 국경분쟁